# Liste d'onomatopées dans différentes langues
Cette page contient des caractères spéciaux ou non latins. S’ils s’affichent mal (▯, ?, etc.), consultez la page d’aide Unicode.
 (novembre 2009).
Si vous disposez d'ouvrages ou d'articles de référence ou si vous connaissez des sites web de qualité traitant du thème abordé ici, merci de compléter l'article en donnant les références utiles à sa vérifiabilité et en les liant à la section « Notes et références ».
Les onomatopées ont des formes différentes selon les langues. Cette liste d'exemples en est un aperçu.

## Cris d'animaux
| Langue           | Âne (Braiment braire)                      | Canard (cancaner)           | Chat (Miaulement miauler, ronronnement ronronner)                | Cheval (hennir)                                    | Chèvre (bêler) | Chien (Aboiement aboyer)                                     | Cigale (Stridulement striduler)                                                                  |
| ---------------- | ------------------------------------------ | --------------------------- | ---------------------------------------------------------------- | -------------------------------------------------- | -------------- | ------------------------------------------------------------ | ------------------------------------------------------------------------------------------------ |
| Allemand         | ia, i-a, iii-aaa                           | quak quak                   | miau (cri), rrrr-rrrr, schnurr-schnurr (ronronnement), miau miau | iehiehieh, hüa (cri) ; kataklopp kataklopp (galop) | mäh            | wau wau, waff waff, wuff wuff                                |                                                                                                  |
| Anglais          | hee-haw (américain), eeyoore (britannique) | quack quack                 | meow, miaow, mew (cri), purr (ronronnement)                      | neigh                                              | bah, baah      | woof woof, arf arf, bow wow, bark bark, werf werf, ruff ruff |                                                                                                  |
| Arabe            |                                            | baTbaTa (بطبطة)             | muwaa’(مواء), nerele                                             |                                                    |                | nubaaH (نُباح), haw haw, hab hab                              |                                                                                                  |
| Bengali          |                                            |                             | মিউ মিউ miu miu                                                    |                                                    |                | ঘেউ ঘেউ gheu gheu, ভেউ ভেউ bheu bheu, ভউ ভউ bhou bhou            |                                                                                                  |
| Breton           | hañ hañ                                    | kañ kañ                     | miaou, minia-ou                                                  | griii, riii                                        |                | wouf wouf                                                    |                                                                                                  |
| Bulgare          |                                            | paa, paa (па-па)            | miau (мяу)                                                       |                                                    |                | bau bau, džaf, džaff (бау бау, джаф джаф)                    |                                                                                                  |
| Cantonais        |                                            | guā guā guā (呱呱呱)        | mēu-mēu (喵喵)                                                   |                                                    |                | wōu-wōu                                                      |                                                                                                  |
| Catalan          |                                            | mec mec                     | mèu                                                              |                                                    |                | bup bup                                                      |                                                                                                  |
| Chinois          |                                            |                             | miāowū (喵呜)                                                    |                                                    |                |                                                              |                                                                                                  |
| Chinois mandarin |                                            | ga-ga (嘎嘎)                | miāo miāo (喵喵)                                                 |                                                    |                | wāng wāng (汪汪) (汪汪 signifie larmoyant)                   |                                                                                                  |
| Cingalais        |                                            |                             | ñāvu, puru puru (ronronnement)                                   |                                                    |                | buh buh (බුහ බුහ)                                              |                                                                                                  |
| Coréen           |                                            | quek quek (꽥꽥)            | yaong (야옹)                                                     | hiing (히잉)                                       |                | meong meong (멍멍)                                           |                                                                                                  |
| Créole mauricien |                                            | kan kan                     |                                                                  |                                                    |                |                                                              |                                                                                                  |
| Danois           |                                            | rap rap                     | mjau, mjav, miau, miav                                           | vrinsk                                             |                | vuf vuf, vov vov, bjæf bjæf                                  |                                                                                                  |
| Espagnol         |                                            | cua cua                     | miau                                                             | hiiii                                              |                | guau guau                                                    |                                                                                                  |
| Espéranto        | a-i                                        | gik-gak                     | miaŭ                                                             | heeeeeen                                           |                | boj boj                                                      |                                                                                                  |
| Estonien         |                                            | prääk prääk, prääks prääks  | mäu, näu                                                         |                                                    |                | auh auh                                                      |                                                                                                  |
| Finnois          | ihaa                                       | kvaak kvaak                 | miau, mau, nau, kurnau                                           | ii-ha-haa                                          |                | hau hau, vuh vuh                                             |                                                                                                  |
| Français         | hi han                                     | coin coin                   | miaou, miou, ron-ron (ronronnement)                              | hiii hiii ; cataclop, tagada (cheval au galop)     | mêêê, bêêê     | ouah ouah, ouaf-ouaf, wouf, wouaf, waf; grr (grognement)     | ksksks, crii crii crii (cri plus strident que celui du grillon, par le crissement de ses élytres |
| Grec             |                                            | κουακ κουακ, kouak, kouak   | niau, (νιάου)                                                    |                                                    |                | gav-gav (γαβ-γαβ)                                            |                                                                                                  |
| Hébreu           |                                            | ga ga (גע גע)               | miaw (מיאו)                                                      |                                                    |                | haw haw, hav hav, haf haf (האו האו, הב הב, חף חף)            |                                                                                                  |
| Hindi            |                                            |                             | Myaau, Myaaoo                                                    | hin-hina                                           |                | bow bow                                                      |                                                                                                  |
| Hongrois         | i-á                                        | háp háp                     | miaú, nyauo                                                      | nyihaha                                            |                | vau vau                                                      |                                                                                                  |
| Indonésien       |                                            | kwek kwek                   | meong                                                            |                                                    |                | guk guk                                                      |                                                                                                  |
| Islandais        |                                            |                             | mjá                                                              |                                                    |                | voff voff                                                    |                                                                                                  |
| Italien          | iii-ooo                                    | qua qua                     | miao miao                                                        | iiiii, cloppete (sabots)                           | beee           | bau bau                                                      |                                                                                                  |
| Japonais         |                                            | gaa gaa (ガーガー)          | nyaa nyaa, nyaanyaa (ニャーニャー)                               | hīn (ヒーン)                                       |                | wan wan (ワンワン)                                           | min min (ミンミン)                                                                               |
| Kannada          |                                            |                             |                                                                  |                                                    |                | bow bow                                                      |                                                                                                  |
| Letton           | i-ā                                        | pēk pēk                     | ņau                                                              |                                                    | mē, miku-mē    | vau vau                                                      |                                                                                                  |
| Lituanien        |                                            | kva kva                     | miau                                                             | yhaha                                              |                | au au                                                        |                                                                                                  |
| Macédonien       |                                            | kva kva (ква ква)           | myau (мјау)                                                      |                                                    |                | av av, dzhav dzhav (ав ав, џав џав)                          |                                                                                                  |
| Malayalam        |                                            |                             | myaoo myaoo                                                      |                                                    |                | bau bau                                                      |                                                                                                  |
| Malgache         |                                            |                             | maomao                                                           |                                                    |                |                                                              |                                                                                                  |
| Marocain         |                                            | wac wac                     |                                                                  |                                                    |                |                                                              |                                                                                                  |
| Néerlandais      | ie-aa                                      | kwak kwak, kwaak, kwaak     | miauw, mauw                                                      | niiii, hiiii                                       |                | waf waf, woef woef                                           |                                                                                                  |
| Népalais         |                                            | braaaq caaq                 |                                                                  |                                                    |                |                                                              |                                                                                                  |
| Norvégien        |                                            | kvakk kvakk                 | mjau                                                             |                                                    |                | voff voff                                                    |                                                                                                  |
| Ourdou           |                                            |                             | meow                                                             |                                                    |                |                                                              |                                                                                                  |
| Persan           |                                            |                             |                                                                  | tâp tâp (sabots)                                   |                |                                                              |                                                                                                  |
| Polonais         | iii-haa                                    | kwa kwa kwa                 | miau                                                             |                                                    |                | hau hau                                                      |                                                                                                  |
| Portugais        | iii-oon                                    | quak quak, quá quá (Brésil) | miau                                                             | pocotó pocotó (sabots galop)                       |                | 'ão ão, béu béu, au au (Brésil)                              |                                                                                                  |
| Roumain          | i-ha                                       | mac mac                     | miau                                                             | ni-ha-ha                                           |                | ham ham                                                      | cri cri                                                                                          |
| Russe            |                                            | krya krya (кря-кря)         | myau (мяу), (мур)                                                | i-go-go (и-го-го)                                  |                | gaff gaff (гав-гав)                                          |                                                                                                  |
| Slovaque         | i-á                                        | kač kač                     | mňau                                                             | mi ha há                                           |                | hau hau                                                      |                                                                                                  |
| Slovène          |                                            |                             | mijav                                                            |                                                    |                | hov hov                                                      |                                                                                                  |
| Suédois          |                                            | kvack kvack                 | mjau, mjao                                                       |                                                    |                | vov vov, voff voff                                           |                                                                                                  |
| Tagalog          |                                            | kwak kwak                   | meyaw, ngiyaw                                                    | hihihi haha                                        |                | aw aw                                                        |                                                                                                  |
| Tamoul           |                                            | kua kua                     | miaow(m)                                                         |                                                    |                | vovw-vovw (லொள் லொள்), loll-loll, vazh, vazh                     |                                                                                                  |
| Tchèque          |                                            |                             | mňau                                                             |                                                    |                | haf haf                                                      |                                                                                                  |
| Télougou         |                                            |                             | miao(m)                                                          |                                                    |                | bau bau                                                      |                                                                                                  |
| Thaï             |                                            | gaab gaab (ก้าบ ก้าบ)         | miaw (เมี๊ยว)                                                      | hii hii hii (ฮี้ฮี้ฮี้)                                  |                | hong hong (ฮ่ง ฮ่ง)                                            |                                                                                                  |
| Turc             | aa-ii                                      | vak vak                     | miyav                                                            | ih-hi-i-i                                          |                | hav hav                                                      |                                                                                                  |
| Uropi            |                                            | kwa kwa                     | miaw                                                             |                                                    |                | waw waw                                                      |                                                                                                  |
| Vietnamien       |                                            | cạp cạp                     | meo                                                              |                                                    |                | gâu gâu                                                      |                                                                                                  |

### Cochon(grogner)
- Allemand, grunz grunz[4], grunz, quieeck[3], gruik gruik
- Anglais, oink oink
- Arabe, qubaax (قُباع)[4]
- Basque, kurrin kurrin
- Breton, oc'h oc'h
- Bulgare, грух - грух
- Chinois, wǔ wǔ yī (五一五一)[4]
- Coréen, ggul ggul (꿀꿀)
- Danois, øf øf
- Espagnol, oinc oinc[4]
- Français, groin groin[4], grouik grouik, scouik (peur)
- Finnois, röh röh, nöf nöf
- Hongrois, röf röf
- Italien, oink oink[4]
- Japonais, buu buu (ブーブー　)[4], boubou (ぶうぶう)
- Letton, ruk ruk, kvī kvī
- Lituanien, kvy kvy, kvykt kvykt, kriu kriu
- Néerlandais, knor knor
- Polonais, chrum chrum
- Roumain, groh groh (gouitz)
- Russe, хрю хрю
- Slovaque, kroch kroch, kvik kvik
- Suédois, nöff nöff
- Tagalog, ngo ngo
- Thaï, ud ud (อู๊ด อู๊ด)
- Uropi, grun grun

### Coq(coqueriquer, faire cocorico)

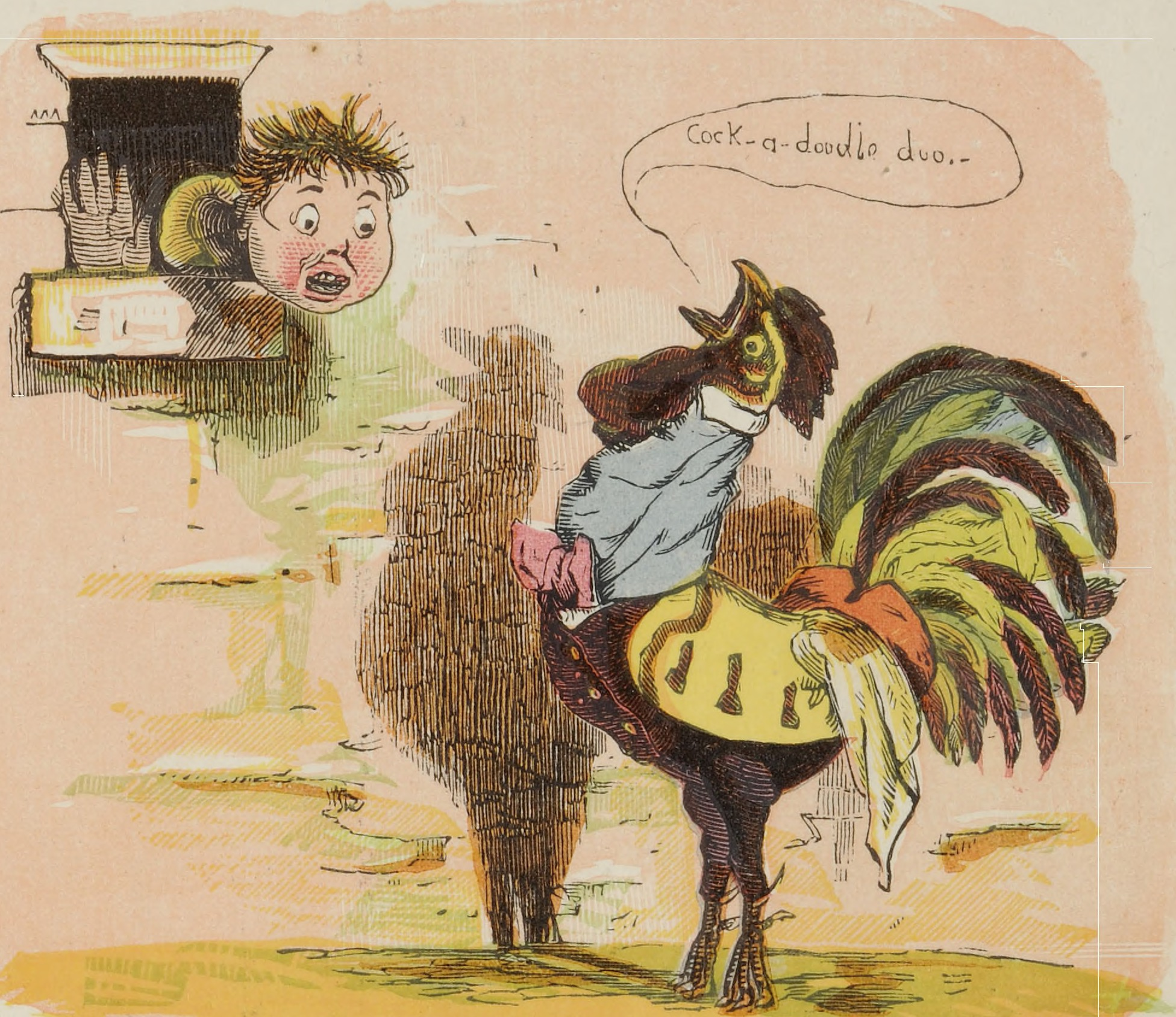
Illustration de Rhymes without reason, lecture pour la jeunesse (années 1860).

- Allemand, kikerieki[4], kikiriki[3]
- Anglais, cock a doodle doo
- Arabe, SiyaaH (صِياح)[4], kuku-kookoo, kuku-reekoo, koko3o
- Basque (Euskara), kukurruku
- Bengali, Kuk-ku-ruk-kooo
- Breton, kokelikelo[6], kikeriki, kokokog, kotogog, kog-kogog
- Bulgare, arh-ah-ariihhr, kukurigu (кукуригу)
- Catalan, quicquiriquic, quecquerequec, quiccaraquic, Caccaracac, coccorococ, cuccurucuc
- Chinois, gū gū gū (咕咕咕)[4]
- Chinois mandarin, o o o (噢噢噢)
- Cingalais, kuku kūk kuu
- Coréen, gugugugu (구구구구), ggo-ggo (꼬꼬), ggo-ggee-oh (꼬끼오)
- Danois, kykkeliky
- Espagnol, quiquiriquí[4] ou quiquiriquiquí ou cocoricó
- Estonien kikerikii, kukeleegu
- Finnois, kukkokiekuu

- Français, cocorico[4]
- Grec, kikiríkou, (κικιρίκου)
- Hébreu, kúku ríku (קוקוריקו)
- Hindî, ku-kudu-koo
- Hongrois kukurikú
- Indonésien, kukuruyuk
- Irlandais, mac na hóighe slán
- Islandais, gaggalagó
- Italien, chicchirichi[4]
- Japonais, kokekokkoo (コケコッコー)[4]
- Letton, kikerigū
- Lituanien, kakarykū, kakariekū
- Macédonien, kukuriku (кукурику)
- Népalais, frootti tootti tu
- Néerlandais, kukeleku
- Norvégien kykkeliky
- Polonais, kukuryku
- Portugais, cocoroco, cocorico
- Roumain, cucurigu
- Russe, koo-ka-re-koo
- Slovaque, kikirikí
- Slovène, kikiriki
- Soundanais, kongkorongok
- Suédois, kuckeliku
- Tagalog, tuktukakok
- Philippin, tiktilaok
- Tamoul, kokkara-ko-ko
- Tchèque, kykirikí
- Télougou, kokkaro-ko

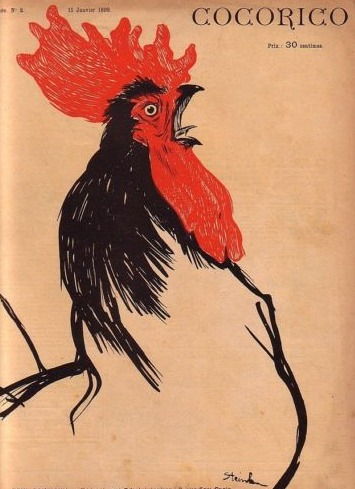
Illustration du magazine Cocorico, couverture du no 2, janvier 1899.

- Thaï aek ee aek aek (เอ้กอี้เอ้กเอ้ก), e ï ek ek ou ake-e-ake-ake (เ ี เก เก โุ ะกเ เ ะกเ ากเ)
- Turc, ü-ürü-üüü /yʔyryʔyː/[7]
- Vietnamien, ò ó o o

### Corbeau(croasser)
- Allemand, krah krah
- Anglais, caw caw
- Arabe, qa qa
- Bengalî : কা কা ka ka
- Breton, koa koa
- Bulgare, ga ga (га га)
- Chinois, Mandarin,  ya-ya (哑哑) (哑 signifie muet)
- Cingalais, kāk kāk
- Coréen, kaak kaak,(까악까악)
- Danois, kra kra
- Espagnol, cuaa cuaaa ou uacc uac
- Estonien kraaks kraaks
- Finnois, kraa kraa
- Français, crôa crôa (ou kwa kwa)
- Grec, kra kra, (κρα κρα)
- Hébreu, kra kra (קְרה קְרה).
- Hindî, kaa kaa
- Hongrois kár kár
- Italien, cra cra
- Japonais, kaa kaa, gaa gaa
- Kannada, kha-kha
- Letton, krā krā
- Lituanien, kar kar
- Macédonien, gra gra (гра гра)
- Malayalam, kra kra
- Néerlandais, kra kra
- Norvégien kra kra
- Polonais, kra kra
- Portugais, cra cra
- Roumain, cra cra
- Russe, kar kar (кар-кар)
- Slovaque, krá krá
- Slovène, kra kra
- Suédois, kra kra ou krax krax
- Tamoul, kaa kaa
- Tchèque, krá krá
- Télougou, kaau kaau
- Thaï ga ga (กา กา)
- Turc, gaak gaak
- Vietnamien, quạ quạ (quạ signifie également corbeau)

### Grenouille(coasser)
Selon les espèces propres à chaque pays, les différences peuvent être importantes :
- Allemand, quak quak[3]
- Anglais, croak
- Anglais américain, ribbit ribbit
- Bengali : মক মক môk môk, কট কট kôṭ kôṭ, ghangor ghang
- Breton, gwac'h
- Bulgare, kva kva (ква ква)
- Chinois mandarin : guā guā (呱呱)
- Cingalais, baka baka
- Coréen, gaegool gaegool (개굴개굴)
- Danois : kvæk kvæk, græbæk
- Espagnol, croac croac
- Estonien krooks krooks
- Finnois kurr kurr, kroak
- Français, coac coac (ou coa, coa)
- Galicien, cro cro
- Grec ancien, brekekekex koax koax (probablement la Grenouille rieuse)
- Grec moderne, kouax kouax, (Κουάξ Κουάξ)
- Hébreu, kwwa kwwa (קווה קווה)
- Hindi, tarr tarr
- Hongrois, brekeke, brekk
- Italien, cra cra
- Japonais, kero kero (ケロケロ)
- Letton, kvā kvā
- Lituanien, kva kva
- Macédonien, kre kre (кре кре)
- Norvégien, kvekk kvekk
- Néerlandais : kwaak kwaak
- Polonais, kum kum
- Portugais, ribit ribit
- Roumain, oac oac
- Russe, kva kva (ква ква)
- Slovaque, kvak kvak
- Slovène, kvak kvak, rega kvak
- Suédois, kvack kvack, ko ack ack ack, rab-it rab-it
- Tagalog (Philippin), kokak kokak
- Tchèque, kvá kvá
- Télougou, beka beka
- Thaï, Ohb Ohb (อ๊บ อ๊บ)
- Turc, vrak vrak

### Grillon(striduler)
- Breton, skrilh
- Français, cri cri
- Roumain, cri cri

### Lion(rugir)
Rugissement
- Anglais, rawr
- Breton, ruoc'h, roc'h
- Coréen, uh-heung (어흥)
- Finnois, mur
- Français, grrr
- Italien, roar
- Letton, rrr
- Japonais, gao (ガオー)
- Tagalog, awoo
- Turc, ravr

### Mouton(bêler)

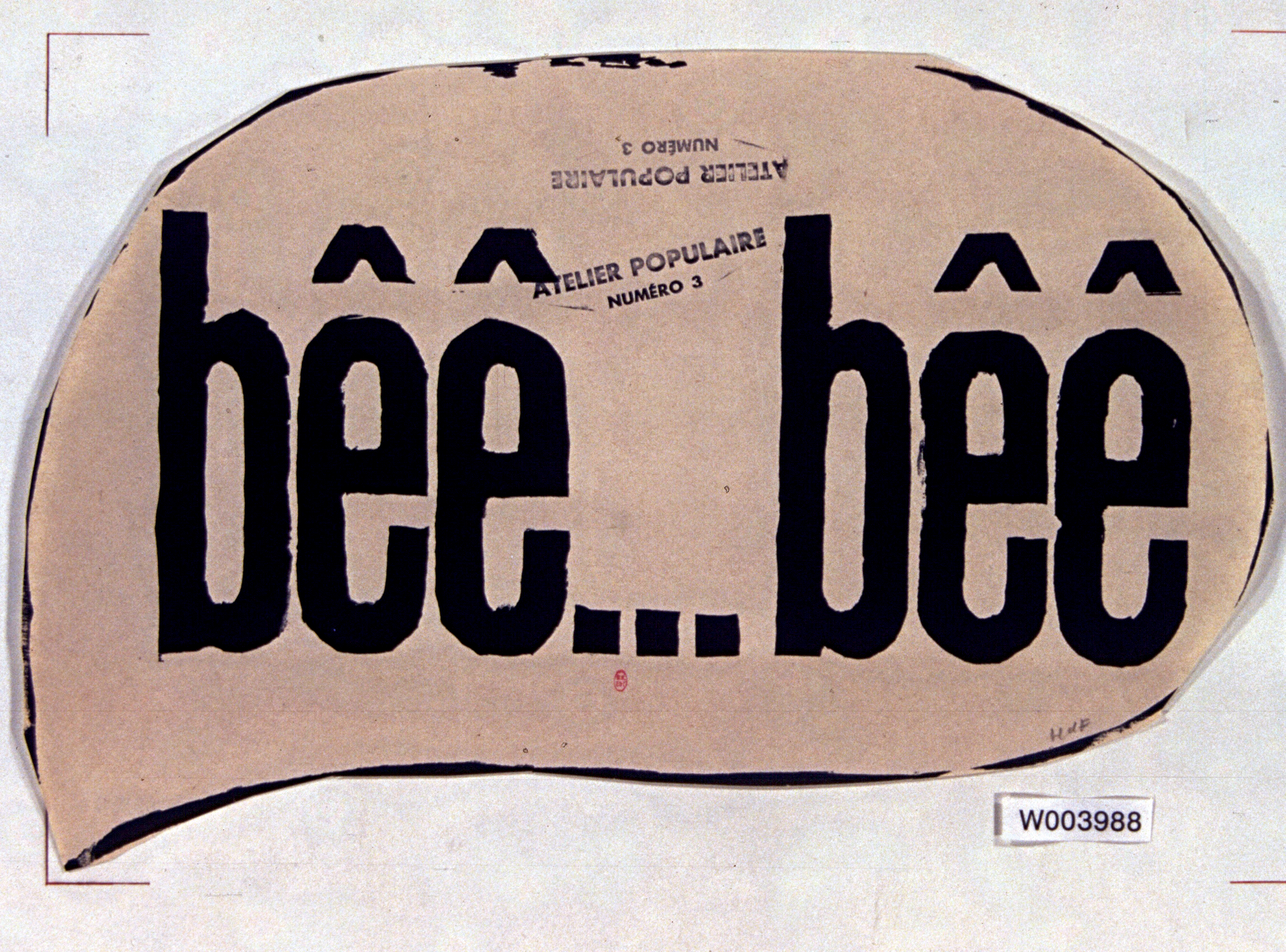
Affiche de mai 68 contre le comportement moutonnier, qui reproduit le cri du mouton.

- Allemand, bä-ä-ä-ä[3], mäh
- Anglais, bah, baa
- Arabe, meh
- Breton, beeeg
- Bulgare, be (бе)
- Catalan, mè ou bè
- Danois, mæh
- Espagnol, be
- Français, bêê, bêêh
- Finnois, mää, bää
- Hongrois, bee
- Indonésien, mbee, mbek
- Italien, bee
- Letton, bē bē
- Lituanien, be
- Néerlandais, bèh, mèh
- Roumain, be-he
- Slovaque, bé bé
- Turc, mee
- Uropi, bee, beh

### Oie(cacarder)
- Allemand, gack gack
- Anglais, honk honk
- Espagnol, cua cua
- Estonien kaak kaak
- Français, ca car
- Hébreu, bak bak (באק באק).
- Hongrois, gá gá
- Italien, qua qua
- Japonais, gaa gaa (ガーガー)
- Letton, gā gā
- Néerlandais, gak gak
- Polonais, gę gę
- Portugais, quem quem (qüém qüém), qua qua
- Russe, ga-ga-ga (га-га-га)
- Slovaque, gá gá
- Slovène, ga ga
- Turc, vak vak
- Coréen, Kkwak-Kkwak (꽤액-꽤액)
- Tamoul, baack baack
- Tagalog, ong ong

### Oiseau (pépier)
Pépiement
- Allemand, piep piep[3],[4], gack gack (poule)[3], peep, peep, tschiep
- Anglais, chirp chirp, tweet tweet
- Arabe, zaqzaqa (زقزقة)[4], zeew zeew zeew
- Basque (Euskara), txio txio
- Bosnien, čip čip
- Breton, tik, piwik, pip, piv, kot, kodek
- Bulgare, chik-chirik (чик-чирик)
- Catalan, piu piu
- Chinois, jiū jiū (啾啾)[4]
- Chinois, mandarin jī jī zhā zhā (叽叽喳喳), qū líng qū líng (呿呤 呿呤) pour la mésange[8], ǒu gā ǒu gā （呕嘎 呕嘎）pour le pinson[9].
- Cingalais, kumu kumu
- Coréen, jjek jjek (짹짹)
- Danois, pip pip, kuk kuk, gok gok (poule)
- Espagnol, pío, pío[4]
- Estonien, siuts siuts, siit siit, tsirr tsirr, sirts sirts, siu siu
- Finnois, tviit, piip piip, ti-pi-tii, ti-ti-tyy (mésange)
- Français, cui cui[4], pit pit, piou piou (poussin), cot cot (poule)
- Gascon, riu-chiu-chiu
- Grec, tsiou tsiou, τσίου τσίου, (poulet : koko ko, poule : klo klo)
- Hongrois, csip csip
- Hindi, cheh cheh
- Italien, cip cip[4], pio pio (poule)
- Japonais,  chun chun (チュンチュン)[4] ; piyo piyo (ピヨ ピヨ) pour les poussins
- Letton, čiu čiu, čiep čiep, čir čir
- Lituanien, čik čirik, čyru vyru
- Macédonien, churulik churulik (чурулик чурулик)
- Malayalam, coo coo
- Néerlandais, twiet twiet, tok tok tok (poule), tjierp, tjielp (oiseau)
- Polonais, ćwir ćwir
- Portugais, piu piu
- Roumain, cip cirip, piu piu
- Russe, chirik-chirik (чирик-чирик), chik-chirik (чик-чирик)
- Slovaque, čvirik čvirik
- Slovène, čiv čiv
- Suédois, kvitt, kvitt
- Tagalog (Philippin), twitwittwit
- Tamoul, koo, koo
- Tchèque, píp píp /peep, peep/, čvirik, čvirik
- Thaï, jib jib (จิ๊บ จิ๊บ)
- Turc, cik cik /dʒik dʒik/

### Vache(mugir)
- Allemand, muh
- Anglais, moo
- Arabe, moo
- Bulgare, muu (муу)
- Catalan, muu
- Chinois, Mandarin, mou 哞
- Coréen eum-mae (음매)
- Danois, muh
- Espagnol, mu
- Finnois, ammuu, muu
- Français, meuh
- Grec, mou, (μoυ)
- Hindi, mu
- Hongrois, mú
- Italien, mu
- Japonais, mo mo (モーモー)
- Letton, mū
- Lituanien, mū
- Néerlandais, boe
- Polonais, mu
- Portugais, mu mu
- Roumain, muu
- Russe, mu (му)
- Slovaque, mú
- Slovène, mu
- Suédois, mu
- Tagalog, unga
- Thaï, mo (มอ)
- Turc, mö
- Uropi, muh

## Émotions

### C'est bon!
- Allemand, mjam mjam
- Anglais, yum , yummi
- Arabe, mmmmmmm , ldiiiid
- Breton, meunam meunam
- Bulgare, am am (ам-ам)
- Catalan, nyam nyam
- Coréen, nyam nyam yam yam jjub jjub (냠냠, 얌얌, 쩝쩝)
- Danois, nam nam, mam mam
- Espéranto, mm, miam miam,
- Français, mmmh, miam, miam-miam
- Hongrois, hamm hamm
- Italien, gnam gnam
- Japonais, mogumogu (もぐもぐ)
- Letton, mmm, ņam
- Lituanien, niam niam
- Néerlandais, mmmm, jammie
- Polonais, mniam mniam
- Slovaque, mňam
- Tagalog, urm urm
- Thaï, ngam ngam (ง่ำ ง่ำ)
- Turc, ham hum, nam nam

### Cri de douleur
- Allemand, au, aua, hurlement : aaargh, ieeeeh[3] ; effort violent : uuuarg ; étranglement : glg, gargl[3]
- Anglais, ow, ouch ; hurlement : aaargh ; étranglement : gargl
- Arabe, ahh, oukouk
- Breton, aiou, hañ
- Bulgare, okh (ох)
- Catalan, ai ou ui
- Coréen, a, aya (아, 아야)
- Danois, av
- Espagnol, au, ay, auch
- Espéranto, aj, uj
- Estonien, ai
- Finnois, au, ai
- Français, aïe, ouille, ouïe ; hurlement : aaah, haaa, aaargh
- Grec moderne, αχ (ach), οχ (och)
- Hongrois, aú, á
- Indonésien, aduh
- Japonais, itai (痛い adj. douloureux), ite (いて), itete (いてて)
- Letton, ai, vai, au
- Lituanien, ai, oi
- Néerlandais, au
- Polonais, ała (awa)
- Français canadien, ayoye
- Roumain, au, valeu
- Russe : ой (oï), ай (aï), ох (okh)
- Slovaque, au, jáj, oj, joj
- Turc, ah, ahh, of, üf
- Uropi, aw
- Vietnamien, ui da (ouya)

### Étonnement, admiration
- Allemand, oh!, oha!
- Anglais, wow!
- Arabe, awah!
- Breton, waou!, O!
- Français, waouh !, wah !
- Italien, uao!
- Portugais, nossa!, oba!

### Petit chagrin
- Allemand, buahhh-ahhh, schnuff-schnuff (pleurs)[3] ; schnüffel-schnüffel (reniflement)[3]
- Anglais, sob (pleurs) ; sniff (reniflement)
- Coréen, yuyu (유유)
- Français, ouin ! (cri) ; bouhouhou (pleurs), snif (reniflement)

### Rires

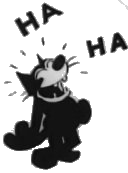
Le chat Félix s'esbaudit et rit.

- Allemand, hahaha, hi hi hi, arf arf arf, hö hö[3],
- Anglais, hahaha, heh heh, hohoho ; (tee)heehee (pouffer)
- Arabe, ha ha ha, hee hee, keekh keekh
- Basque, kar kar kar
- Breton, C'hac'hac'ha
- Catalan, hi hi hi ou ha ha ha
- Chinois, Mandarin, hā hā (哈哈), hē hē (呵呵), xī xī  (嘻嘻) (pouffer de rire)
- Coréen, hahaha, hohoho, kekeke (크크크, ㅋㅋㅋ)
- Danois, ha ha, hi hi, hæ hæ, ho ho, ti hi
- Espagnol, jajaja
- Finnois, haha, hahhah, hehe, hehheh, hihi, hihhih
- Français, ahahah ![10], ha ha, hi hi, ho ho ; hé hé (ricanement)
- Grec,  χαχαχαχα
- Hébreu, khakhakha
- Hongrois, haha, hehe, hihi
- Indonésien, hahaha, hehehe
- Italien, haha, hehe, hihi
- Japonais, huhuhuh, hahaha, kukuku (rire maléfique)
- Letton, ha ha ha, hi hi hi
- Lituanien, cha cha
- Néerlandais, haha
- Népalais, ha, ahaha
- Portugais, hahaha, rsrsrs
- Russe, ax ax ax
- Slovaque, chacha, chichi, haha
- Tagalog, nioch nioch
- Thaï, hahaha (ฮ่าๆๆ)
- Turc, haha, hehe, hihi (féminin), kikir (féminin, sarcastique), hoho (sarcastique)

### Demander le silence
- Allemand, psst
- Anglais, shh, ssh, shush, hush
- Espagnol, chsst
- Français, chh..., shh... (faible), chut (ordinaire), chhhhut (prolongé)

## Bruits corporels

### Baiser
- Allemand, muah, schmatz[3], bussi[3]
- Anglais, mwah, smooch, smack
- Arabe, mwa
- Bengalî, চুমা chuma (noun)
- Bosnien, cmok ou pusa
- Chinois, Mandarin, boh (啵)
- Cingalais, umma
- Coréen, jjohk (쪽)
- Danois, møs, smæk
- Espagnol, mua ou muac
- Estonien, mopsti
- Finnois, muisk
- Français, smack, mouah, mwah, tchouik[11]
- Grec : ma ou smats, (μα ou σματς)
- Hébreu, mwa (מואה).
- Hindî : mmuah
- Hongrois : cupp
- Italien, smack
- Japonais : chuu (チュー)
- Lituanien, pakšt
- Macédonien, tsmok (цмок)
- Malayalam, umma
- Néerlandais, smak
- Norvégien, smask
- Persan, mua
- Polonais, cmok
- Portugais, splish splash, smac, chuac
- Roumain, smac, ţoc
- Russe, chmok (чмок)
- Slovaque, cmuk
- Slovène, cmok
- Suédois, smack
- Tagalog (Philippin), tsup ou mwah
- Tamoul, umma
- Télougou, umma
- Thaï joop (จุ้บ)
- Turc, muck /mudʒ(u)k/
- Vietnamien, chụt

### Battements de cœur
- Allemand, ba-dumm, bumm bumm

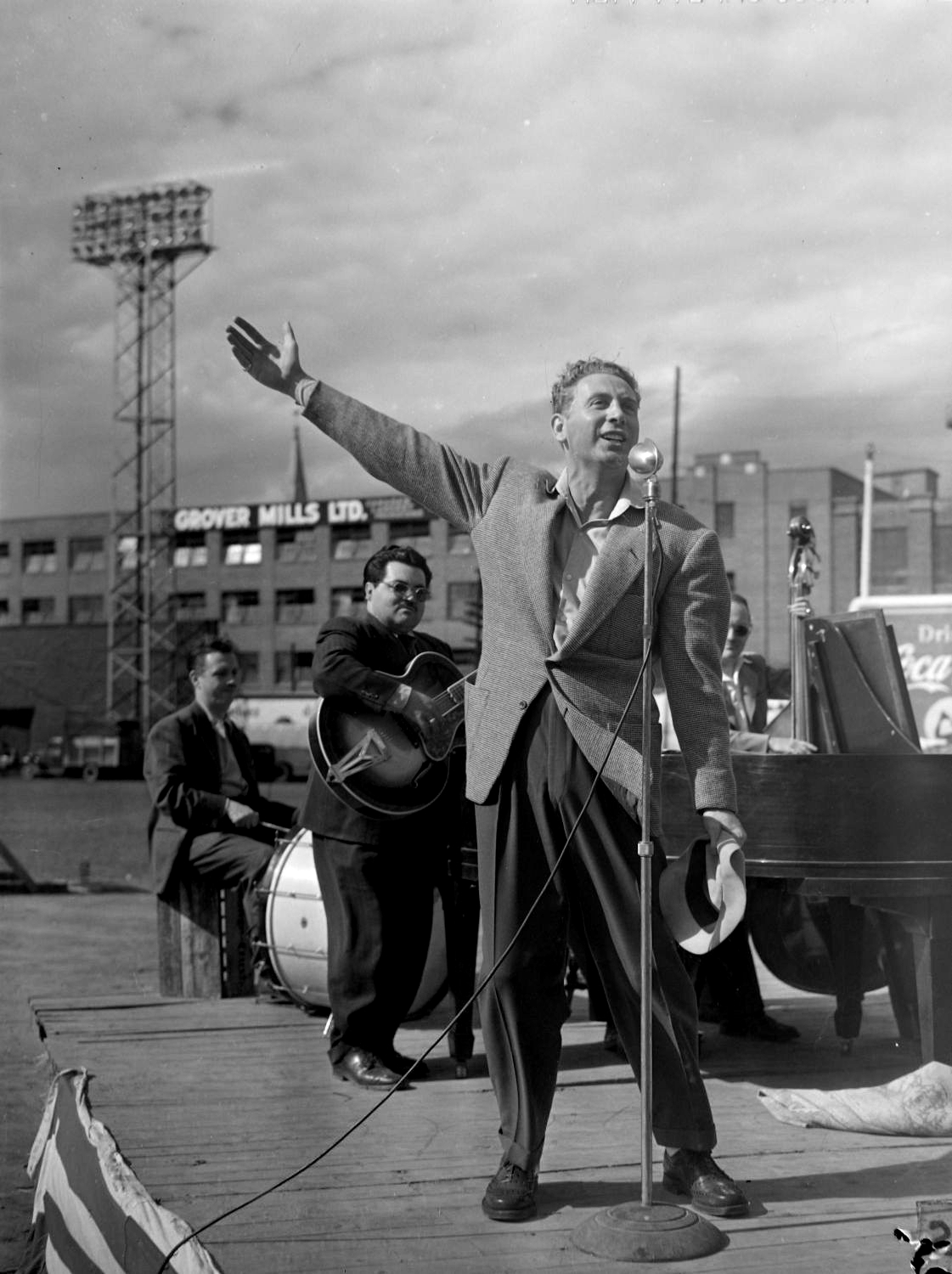
Le chanteur Charles Trenet fait l'éloge des onomatopées avec son titre Boum !, qui évoque le bruit d'un battement de cœur.

- Anglais, thump thump, lub-dub, bum-bump
- Arabe, bwm bwm (بوم بوم)
- Bengalî : durdur (দুরদুর), duṛduṛ (দুড়দুড়)
- Breton, boum, boudoudoum
- Bulgare, tup, tup (туп-туп)
- Cantonais - bìhng-bìhng (砰砰)
- Mandarin, battement calme : tong-tong (嗵嗵), excité :  peng-peng (砰砰)
- Coréen, dugeun dugeun (두근두근), kung kung (쿵쿵)
- Danois, bank bank
- Espagnol, bum bum bum
- Estonien, tuks tuks
- Finnois, tu-tum, pu-pum
- Français, boum boum, bam bam
- Grec, duk-duk (ντουκ-ντουκ)
- Hébreu, bum-búm (בום-בום).
- Hindî, daḍak (दडक)
- Ourdou, dhakdhak (ڈڈک)
- Indonésien, dag-dig-dug, deg-degan
- Italien, tu tump
- Japonais, doki doki (ドキドキ)
- Kannada, dub bub, ou dava dava (ದವ ದವ)
- Letton, tuk tuk
- Lituanien, tuk tuk
- Macédonien, tup tup (туп туп)
- Néerlandais, boenk boenk, boem boem
- Portugais, tun-tum
- Roumain, pum pum ou tuc-tuc
- Russe, tuk-tuk (тук-тук)
- Slovaque, bum bum
- Suédois, dunk, dunk
- Tagalog, dub dub
- Tamoul, lappu-tappu (லப்பு லப்பு)
- Thaï, toop toop (ตุ้บ ตุ้บ)
- Turc, dup dup
- Vietnamien, thình thịch

### Boire
- Allemand, schlurf, gluck gluck, glucka-glucka[3]
- Anglais, slurp, glug glug
- Basque, zurrut
- Bulgare, glyok glyok (гльок гльок)
- Chinois Mandarin, gū-dōng gū-dōng (咕咚 咕咚), gū-lū gū-lū (咕嚕咕嚕)
- Croate, glp glp, glu glu
- Coréen, kkul kkeok kkul kkeok (꿀꺽 꿀꺽)
- Danois, slurk, glub
- Espagnol, glu glu glu, glup
- Estonien, kull
- Français, glou glou, gloup gloup
- Hongrois, glu-glu, glugy-glugy
- Indonésien, glek glek, gluk gluk
- Islandais, glúgg glúgg
- Italien, glu glu
- Japonais, goku goku (ゴクゴク)
- Kazakh, lik-lik (лық-лық), silk-silk (сылқ-сылқ)
- Letton, gul gul
- Lituanien, kliuk kliuk
- Néerlandais, slurp, klok klok klok
- Polonais, gul-gul
- Portugais, glup glup
- Roumain, gâl-gâl
- Russe, boulk-boulk (бульк бульк)
- Ukrainien, boulk-boulk (бульк-бульк), glip-glip (глип-глип), gloug-gloug (ґлаґ-ґлаґ)
- Slovaque, glo, glo-glo
- Suédois, glugg glugg, klunk klunk
- Thaï, uek (อึ้ก), ueak (เอื้อก)
- Tchèque, glo glo
- Turc, hüüp, lıkır lıkır
- Vietnamien, ực ực, ừng ực

### Éternuement
- Allemand, hatschi[3]
- Anglais, achoo, atishoo, kerchoo
- Arabe, atchu
- Bengalî, hach-chu
- Breton, itichi
- Bulgare, apchih (апчих)
- Catalan, atxem, atxim, atxum!
- Cantonais, hāt-chī (乞嗤)
- Chinois, Mandarin, ah-ti! (啊嚏)
- Cingalais, hacis
- Comorien, hé-tsé
- Coréen, etchi (에치)
- Danois, atju, hatju
- Espagnol, ¡Achís!, ¡Achu!

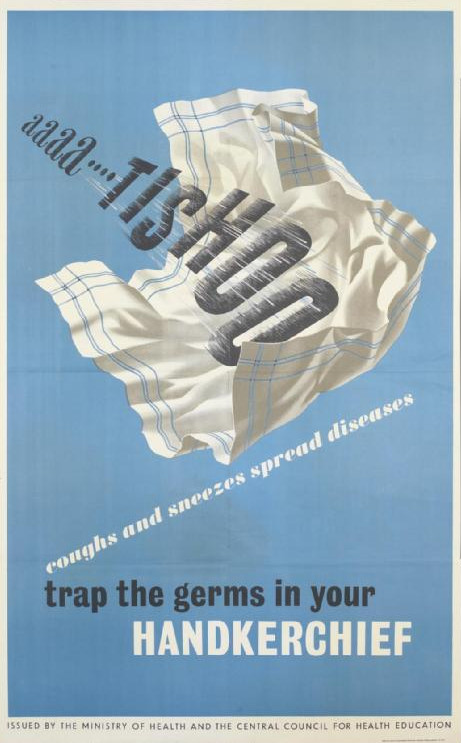
Campagne gouvernementale anglaise contre les maladies transmises par voie aérienne, publiée entre 1939 et 1945

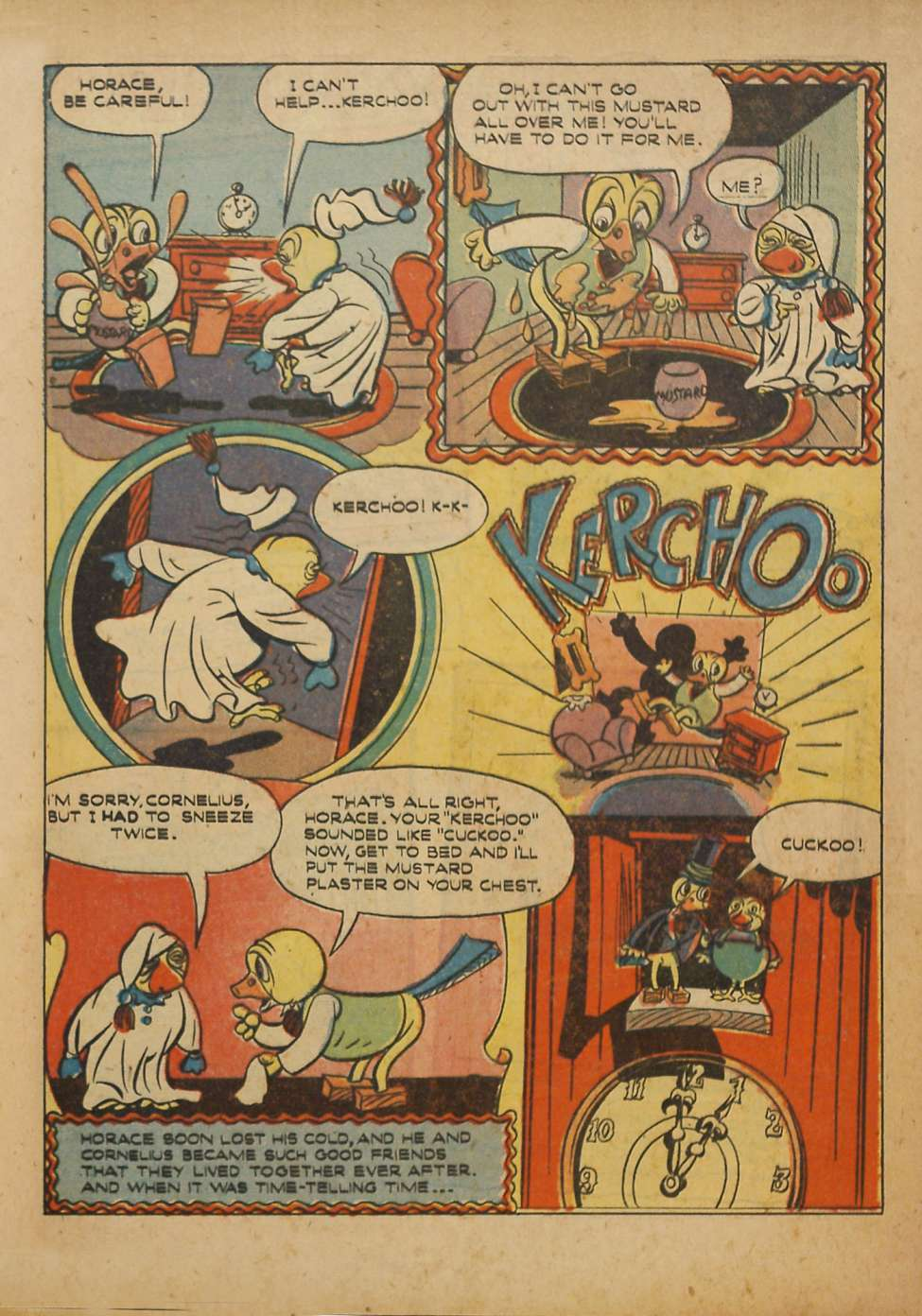
Extrait de Funny Book Magazine, 1945.

- Estonien, atsihh!, atsih!, aptsihh!, aptsih!
- Finnois, atshii!, atshiu!, atsiuh, ätshii!, ätshiu, ätsiuh!
- Français, atchoum, atchi, atcha
- Grec, apsiu! (αψιου!)
- Hébreu, apchi! (!אפצ'י), atchu (!אצ'ו).
- Hindî, achhee!
- Hongrois, hapci!
- Islandais, atsjú!
- Italien, etciú, eccì
- Japonais, hakushon! (ハクション!), kushan! (クシャン!)
- Letton, apčī
- Lituanien, apčiū, apči
- Macédonien, apchiha! (апчиха!)
- Néerlandais, hatsjoe!
- Norvégien aatsjoo
- Persan, achu
- Polonais, a-psik!
- Portugais, atchim!, atchô!
- Roumain, hapciu!
- Russe, apchkhi! (Апчхи)
- Slovaque, hapčí
- Slovène, ačih, ačiha
- Suédois, atjoo!
- Tagalog, aching
- Tagalog (Philippin), atsing!
- Tamoul, a-choo
- Tchèque, hepčík /hap cheek/
- Thaï, hud-chei (ฮัดเช่ย)
- Turc,  hapşu
- Vietnamien, hắt xì

### Flatulence
- Afrikaans, poep
- Allemand, pups

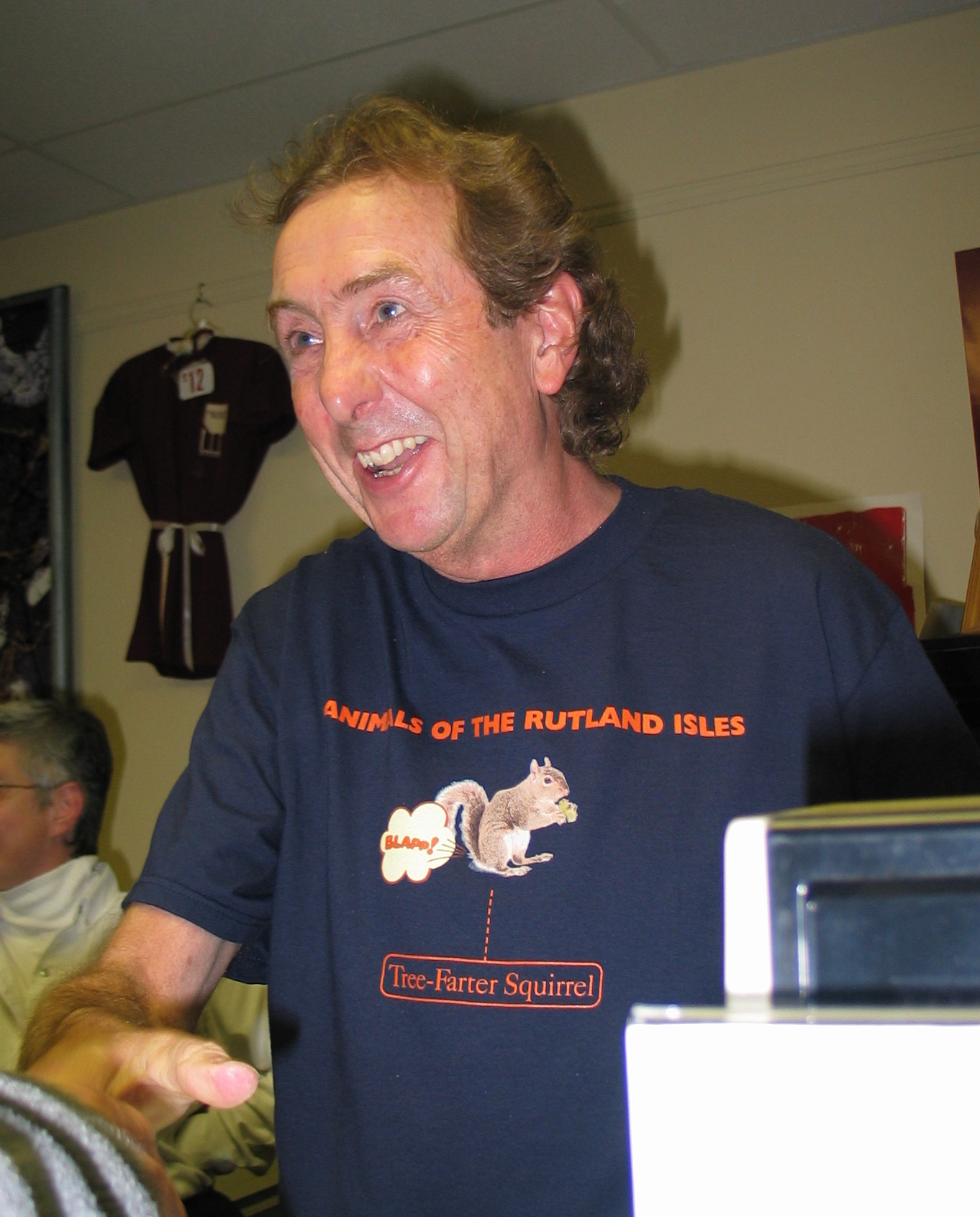
Eric Idle des Monty Python, portant en 2003 un T-shirt où est représenté un écureuil fictif flatulant avec l'onomatopée « blapp », animal inventé par Idle dans son émission parodique Rutland Weekend Television.

- Anglais, fart, poot, toot, blapp, phhhrt, pfft
- Arabe, draat, fassi, tozz
- Arménien, thurr, tuss
- Basque, turrut, purrun
- Batak, put
- Bulgare, prats (пръц)
- Coréen, ppung (뿡)
- Danois, prut, fis
- Espagnol, prt
- Estonien, puuks
- Finnois, prut, prööt
- Français, prout, pouêt
- Hébreu, pook (פּוּק), flotz (פלוץ)
- Hongrois, pú
- Indonésien, pret, prett, tuut
- Italien, prot, prooot
- Japonais, bu (ブ), pu (プ)
- Kazakh, part(парт ), part-purt (парт-пұрт)
- Latin, prox
- Lituanien, pirst
- Malais, pro~t, pret, poot
- Marathi, dhuss (ढुस्स), dhum (ढुम)
- Persan, pup
- Polonais, prrr(yt), prut
- Portugais, pum
- Roumain, pârț
- Russe, puk (пук)
- Serbe, trt (трт)
- Suédois, prutt
- Tagalog, purorót, utót
- Tamoul, karukk, murukk
- Tchèque, prd
- Thaï, puut (ปู้ด), pät (ป้าด)
- Turc, zart, zort, pırt
- Vietnamien, phẹt, bủm, địt

### Rot
- Allemand, rülps
- Anglais, burp
- Basque, korrok
- Batak, org
- Bulgare, urig (уриг)
- Catalan, rot
- Coréen, kkeo-eok (꺼억)
- Danois, [bœwˀs] (hbøvs), [ʁεˀb] (ræb)
- Finnois, röyh
- Français, beurp, brop, burp,
- Hébreu, greps (גְּרֶפְּס)
- Hongrois, böff
- Indonésien, erk
- Italien, rutt
- Japonais, geppu (ゲップ)
- Latin, ruct
- Malais, ə~kk, bəkk
- Persan, ārūγ
- Polonais, bek
- Portugais, burp
- Roumain, râg (a râgâi = roter)
- Slovaque, grg
- Suédois, rap
- Tagalog, ebb
- Tchèque, krk
- Thaï, oek (เอิ่ก)
- Turc, gark
- Vietnamien, ợ

### Toux
- Anglais, koff
- Français, koff koff, teu-heu

## Autres bruits

### Avertisseur sonore
- Allemand, tuut tuut, tüüüt tüüt  ; klaxon à poire : hup hup[3], piep piep
- Anglais, honk honk, beep beep, awooga
- Breton, bep bep
- Coréen, bbang bbang (빵빵)
- Danois, dyt dyt, båt båt
- Espagnol, pi pi ou pip pip
- Français, tûûût, tut-tut, bip-bip, klaxon à poire : pouet-pouet ou pouët-pouët
- Finnois, tööt tööt
- Hongrois, tü-tű ou tü-tűt
- Italien, bip bip
- Letton, pī pī
- Lituanien, pyp pyp
- Néerlandais, toet toet
- Slovaque, píp
- Tagalog, peep peep
- Thaï, pin pin (ปี๊น ปี๊น)
- Turc, düt düt, bip bip
- Uropi, tut tut'

### Balancement
- Allemand, klingeling dingeling
- Anglais, clink, clang
- Breton, Baling, balang, ding dong, din, dan
- Bulgare, lyu-lyu (лю - лю)
- Cantonais, dìuh-díu fihng
- Chinois, Mandarin, grincement d'objet : yiya yiya (咿呀 咿呀)
- Coréen, dal-lang dal-lang
- Estonien kilks, kõlks
- Finnois, kilin, helin
- Français, cling clong
- Japonais, chirin chirin (チリンチリン) ou chiin (チーン)
- Macédonien, dang, ding, dong (данг, динг, донг)
- Néerlandais, doing-doing-doing
- Roumain, hutza-hutza
- Tagalog, clang clang
- Tamoul, sil-sila silu-sila
- Tchèque, houpy-houp pour un balancier de pendule ou une chaise à bascule.
- Turc, çangır çungur ou şangır şungur

### Bris de verre
- Allemand, klirr
- Breton, kling
- Français, cling, ding, gling
- Chinois, Mandarin, guang-dang (哐当) ou guang-lang (哐啷)

### Brossage des dents
- Anglais, brushie brushie, sh sh sh sh
- Chinois, Mandarin, shua (唰)
- Coréen, chi-ka chi-ka (치카치카)
- Danois, shishoshisho
- Espagnol, ¡chiqui chiqui! ou ¡xiqui xiqui!
- Hébreu, tzich-tzooach (צחצוח)
- Japonais, goshi goshi (ゴシゴシ), chaka chaka (チャカチャカ)
- Polonais szuru szuru
- Tagalog, dzweee

### Bruits de collision dans l'air

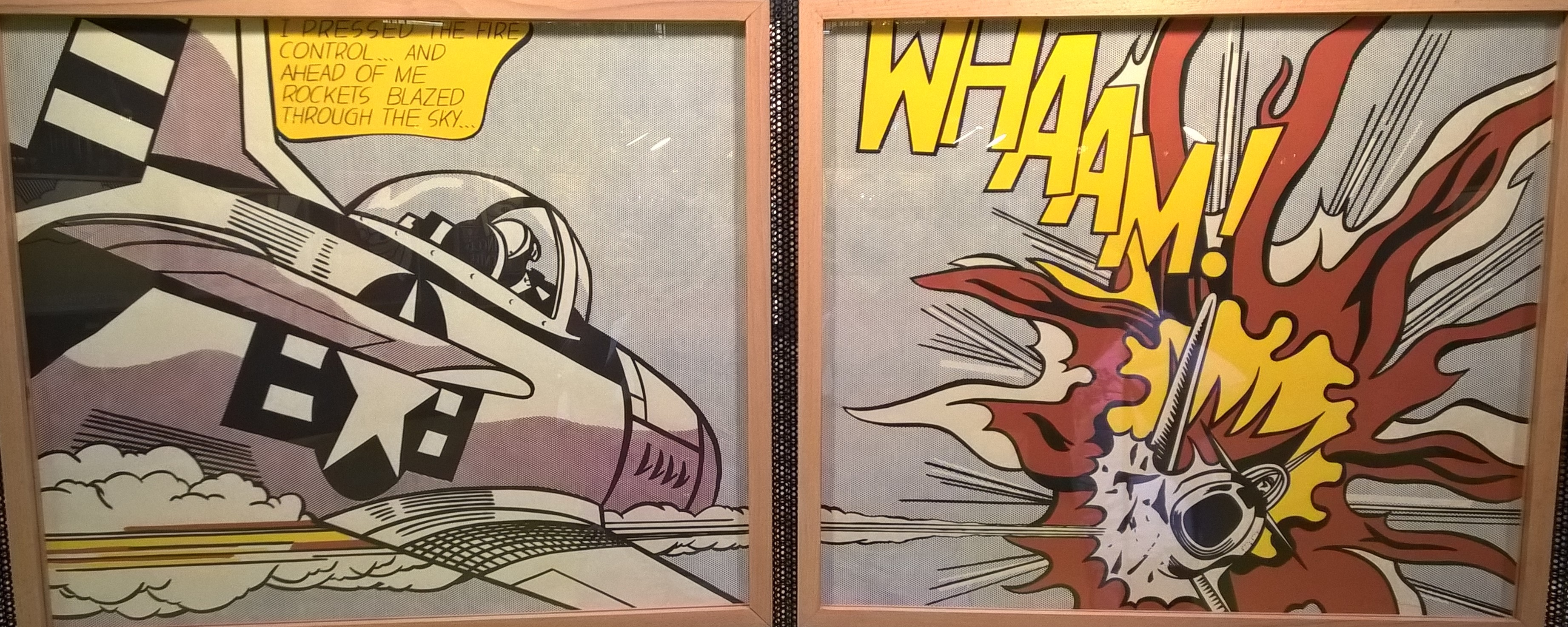
« Whaam! », du son prolongé dans l'onomatopée « wham » d'explosion (diptyque de Roy Lichtenstein).

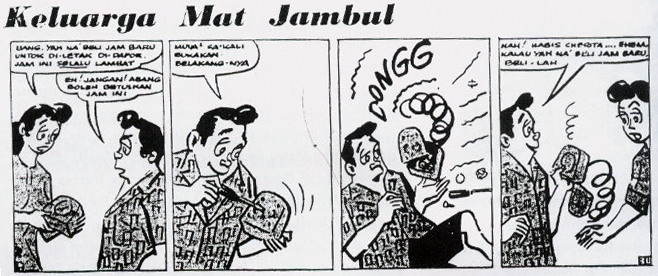
Onomatopée dans la bande dessinée malaisienne Keluarga Mat Jambul (La famille de Mat Jambul), par Raja Hamzah, parue dans le journal Berita Harian (1961).

- Allemand, bom, ram, rromms, rums, bumm, wamm[3]
- Anglais, boom, crunch, wham, bang
- Arabe, bom, takh, trakh
- Bengalî : ঠাস ṭhash ঠুস ṭhush ধুম dhum ধাম dham
- Breton, krabardaf
- Bulgare, bum (бум), dum (дум), tryas (тряс), dryan (дрян)
- Cantonais, bìhng-līng baang-làahng (乒鈴嘭唥)
- Chinois, Mandarin, chute de gros objets, bombes : hong (轰);  petits objets, verre cassé : guang-dang (哐当) ou guang-lang (哐啷)
- Cingalais, daḍas
- Coréen : Koong
- Créole haïtien, bip
- Danois, bum, bump, bang, krasj
- Espagnol, pácatelas, pungun, ¡ Cataplúm ! (explosion)
- Estonien, prõmm, pauh, piraki, karpauh
- Finnois, pam, pum, ryskis, kolin, räiskis
- Français, bing, bang, boum ou paf
- Gilbertin, beeku
- Grec, bam, (μπαμ) ou petites collisions: gkoup
- Hébreu, bum, trakh (בום, טראח)
- Hindî, dhishumm, dhishum (धिशुम्म, धिशुम)
- Hongrois, dzzs, bumm, bamm, puff, paff, csatt, nyekk
- Indonésien, buk, brekk ou j'derr
- Italien, sbam
- Japonais, gaan (ガーン), ou un son métallique : kaan (カーン)
- Latin, tuxtax était l’équivalent de bam pour imiter un coup.
- Letton, bums, bāc
- Lituanien, bumpt, bum
- Macédonien, bum, pam, pum, dum, tres (бум, пам, пум, дум, трес)
- Malais, gedebak-gedebuk
- Néerlandais, boem, knal
- Portugais, crash, boom
- Roumain, bum, buf, pac, poc, trosc
- Russe, bum (бум)
- Slovaque, bum, bác, buch
- Suédois, krash
- Tagalog, ka-boom
- Tamoul, dhishumm, dhishum
- Turc, güm, bam, dıkş, çat, pat, zbam

### Bruits de collision dans l'eau
- Afrikaans, plons, plas, spat
- Allemand, flopp flopp, flatsch flatsch (marcher dans l'eau ou la boue)[3] ; splatsch[3], patsch, platsch, klatsch, schwapp
- Anglais, splash, splish, splosh, splat
- Bulgare, plyok пльок
- Catalan, xap, xof, patatxap
- Coréen, cheolpudeok 철푸덕, cheolpeok 철퍽
- Croate, šljap
- Danois, plask
- Espagnol, splash, plaf
- Estonien lärts, plärts
- Finnois, loiskis, mäts
- Français, plouf, splash, plaf ; patauger dans l'eau : plif plaf
- Hongrois, platty
- Indonésien, crot
- Japonais, bicha びちゃっ
- Kirghize, чалп
- Malais, trushh, shushh, pishh
- Néerlandais, plons
- Persan, čolop-čolop, pešenge
- Polonais, plask
- Portugais, tchibum
- Roumain, pleosc, fleoșc, fleașc
- Russe, bultykh бултых, plyukh плюх
- Suédois, plask
- Tagalog, plok
- Tchèque, plesk
- Thaï, โพล๊ะ (plo), แผละ (plae)
- Uropi, plac
- Vietnamien, bẹp, phọp

### Clavier d’ordinateur
- Allemand tip tip tip[3]
- Anglais, click click, click clack
- Breton, klik, klak, tik, tak, tagadagak
- Finnois, klik klik, klik klak
- Français, clic clic (souris), tac tac tac (clavier)
- Letton, klik klik
- Néerlandais, tikke tik
- Tagalog, chu ku chu ku chuk
- Turc, tıkı tıkı tıkı, tıkır tıkır
- Uropi, klik klik

### Craquement
- Anglais, creak
- Breton, krak, grak
- Coréen, bbi-guk (삐걱)
- Danois, knirk
- Français, crac
- Italien, crack

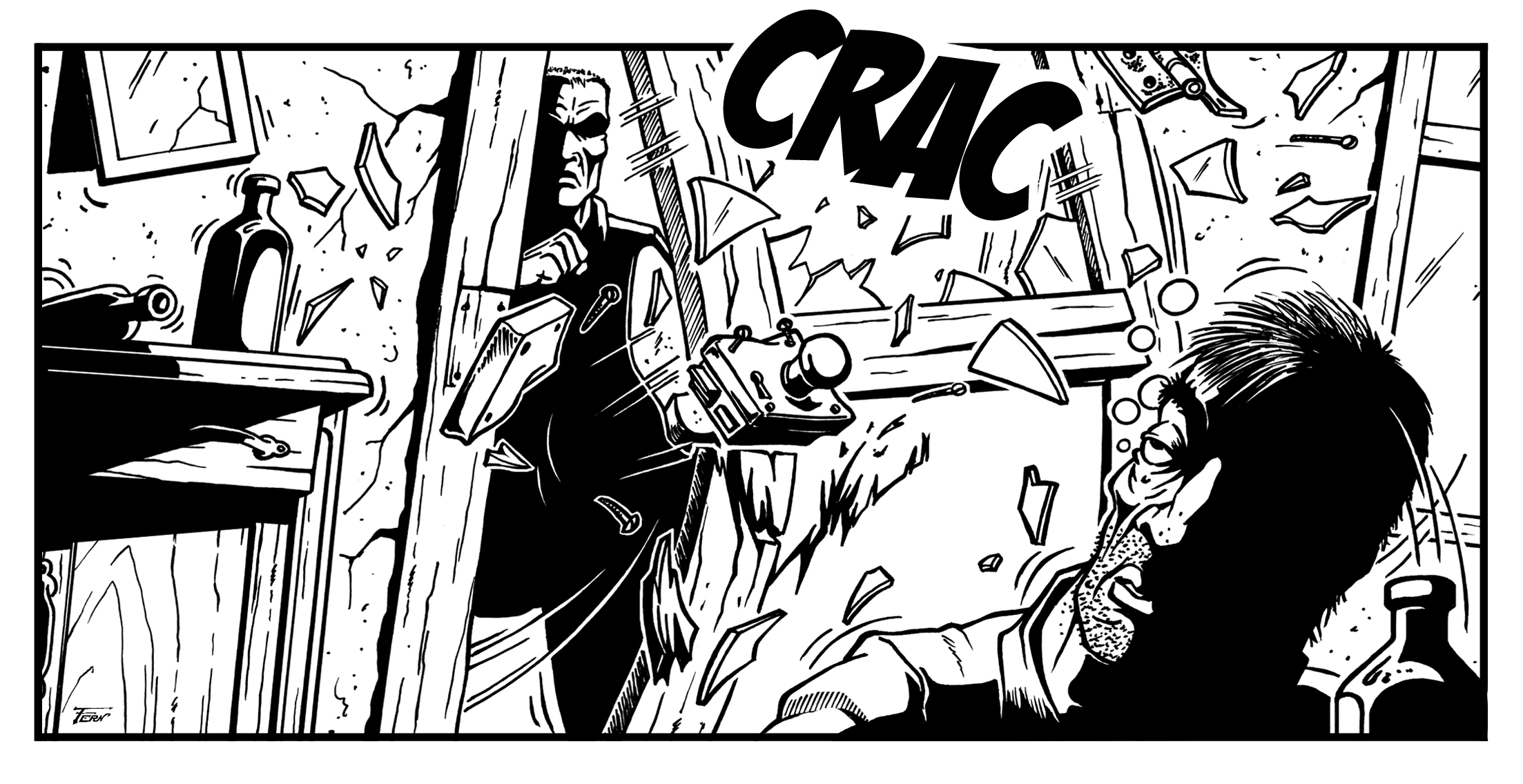
La bande dessinée utilise beaucoup les onomatopées pour marquer l'action.

- Letton, krakš, krikš, brīkš, brākš
- Turc, gıcır, gıcırt
- Uropi, krak

### Démarrage de voiture
- Anglais, vroom vroom
- Breton, vroum, broum
- Bulgare, brum (бръм)
- Coréen, bureung bureung (부릉부릉)
- Danois, vrum vrum, brum brum, nøn nøn
- Espagnol, run run
- Finnois, vruum vruum, bruum bruum, prööm prööm (langage parlé)
- Français, vroum vroum
- Hongrois, brum brumm
- Italien, brum brum
- Roumain, vrum vrum
- Slovaque, brm brm
- Thaï bruen bruen (บรึ๊น บรึ๊น)
- Turc, vrum vrum

### Déclic d'appareil photographique

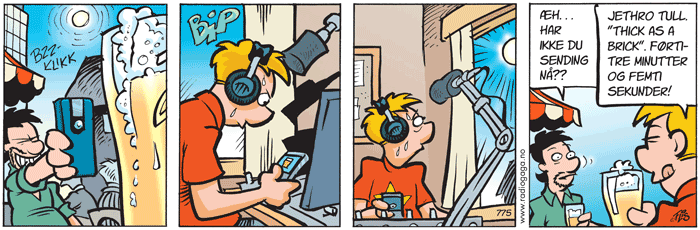
Bruit du bouton d'appareil photographique dans la BD norvégienne Radio Gaga, par Flis.

- Allemand, klick, klick-klack[3]
- Anglais, snap, click, chick
- Breton, klik, klak
- Bulgare, shtrak (щрак)
- Coréen, chalkak (찰칵)
- Espagnol, clic
- Finnois, klik
- Français, clic ou clic-clac
- Hongrois, klikk
- Italien, clic
- Letton, klikš
- Norvégien, klikk
- Thaï, chaeh (แชะ)
- Turc, klik, şlak
- Bosnien, škljoc, klik

### Éclatement d’un ballon
- Allemand, peng ; bombe à eau : klaf[3]
- Anglais, pop
- Arabe, boof
- Breton, pof, pok
- Bulgare, puk (пук)
- Catalan, pof?, pop?
- Coréen, bbang, bbung, pang, pung (빵, 뻥, 팡, 펑)
- Danois, bang ou knald
- Espagnol, pop
- Estonien pops
- Finnois, poks
- Français, pop, pof, pouf (bruit faible), bang, boum (bruit fort)
- Grec, μπαμ ou μπουμ
- Hindî, thaa
- Hongrois, pukk
- Letton, paukš, puf
- Lituanien, pokšt
- Macédonien, pau (пау)
- Néerlandais, pang
- Polonais, bum, pyk
- Portugais, pá, boom
- Roumain, poc
- Russe, bakh (бах)
- Serbe, puk
- Slovaque, prásk
- Slovène, pok
- Tagalog, pop
- Thaï, poh (โป๊ะ)
- Turc, bom
- Vietnamien, bốp

### Gouttes d’eau / Pluie
- Allemand, plitsch, platsch; tropf

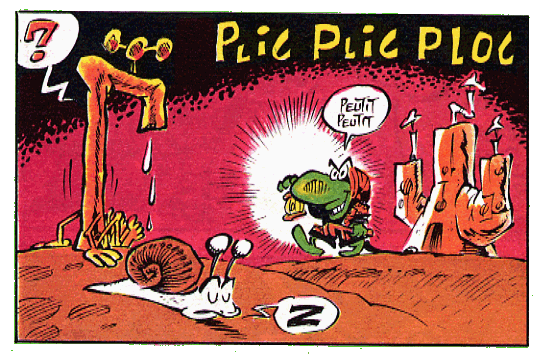
Extrait de la série Le Concombre masqué, par Nikita Mandryka.

- Anglais, drup drup, drip drop, plink plonk
- Arabe, tik tik
- Bengalî : ṭup ṭup (টুপ টুপ)
- Breton, flank
- Bulgare, kap-kap (кап-кап)
- Cantonais, dihk-dihk (滴滴)
- Catalan, cloc cloc, gloc gloc
- Chinois, Mandarin, hūa lā (哗啦)
- Coréen, toktok(똑똑 ; petites gouttes) ddook-ddook (뚝뚝 ; grosses)
- Danois, dryp dryp, plop plop
- Espagnol, ploc ploc; pluip pluip
- Estonien, tilks tilks
- Finnois, tip tip
- Français, plic, plic ploc
- Grec, plits plits ou splats splats, πλιτς πλιτς ou σπλατς σπλατς
- Hébreu, plup (פלופ), tif tuf (טיף טוף).
- Hindî, tipak, tipak
- Hongrois, csöp-csöp ou csip-csöp (csöpp ou csepp est le mot hongrois pour « goutte »)
- Indonésien, tik tik
- Italien, plin plin, ploc ploc
- Japonais, potsu potsu (ポツポツ)
- Letton, pak pak, pakš pakš
- Lituanien, krapt krapt, krap krap
- Macédonien, kap kap (кап кап)
- Néerlandais, drup drup, drip, drop
- Polonais, kap kap
- Portugais, plim plim, plic plic
- Roumain, pic pic
- Russe, kap kap (кап-кап)
- Suédois, dripp dropp
- Tagalog, tuk tuk
- Tamoul, sottu-sottu
- Tchèque, kap /cup/
- Télougou, tup tup
- Thaï, ting ting (ติ๋ง ติ๋ง)
- Turc, şıp şıp
- Uropi, plok plok

### Horloge

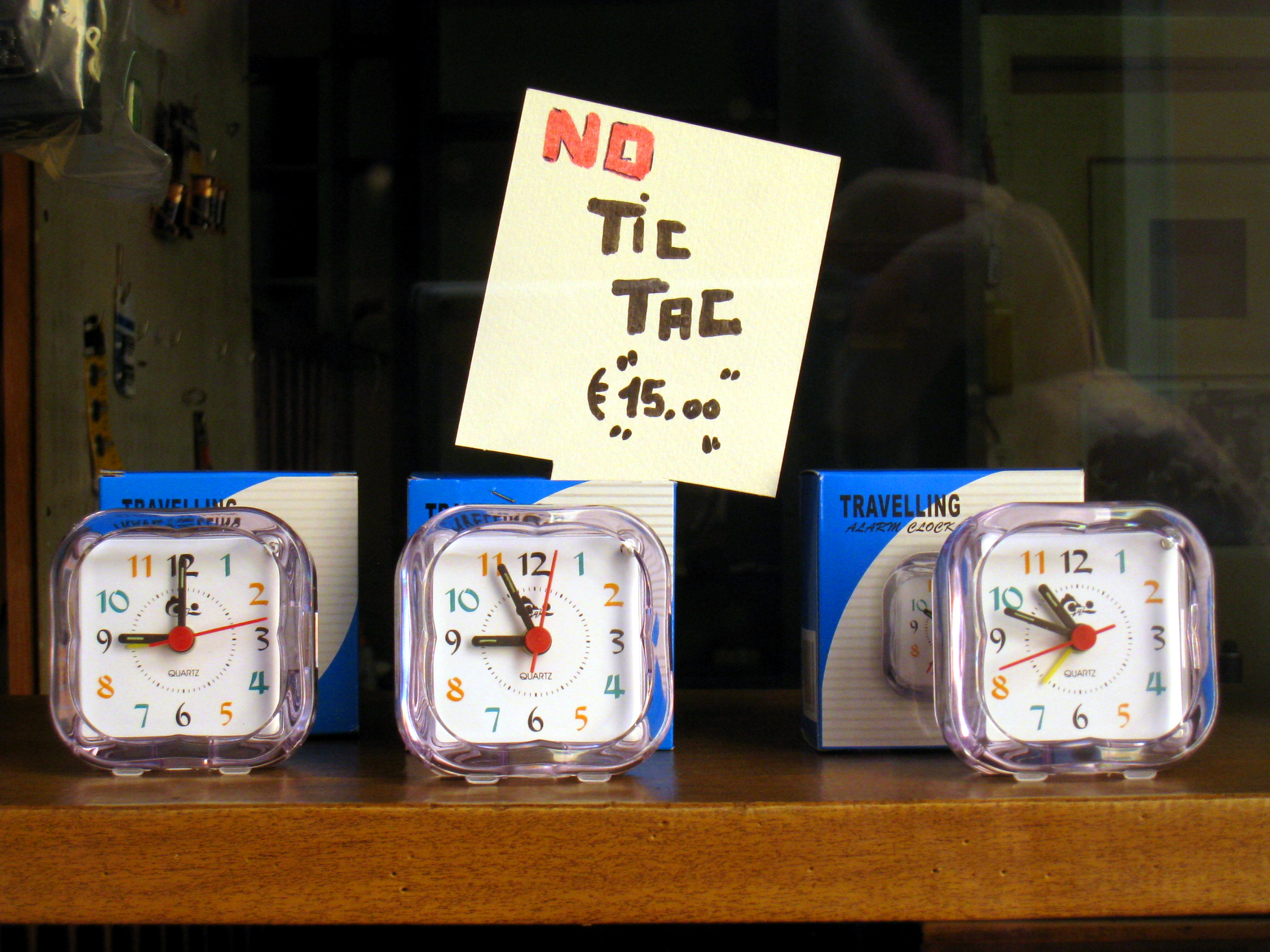
Un panneau dans une vitrine en Italie, qui vante les réveils sans tic tac.

- Allemand tick tack, tick-tick-tick ; sonnerie : dong dong[3]
- Anglais tick tock
- Breton, tik tak
- Bulgare, tik tak (тик так)
- Chinois, Mandarin dī dā (滴答), kā dā (咔嗒)[12]
- Coréen ddok-ddak ddok-ddak (똑딱똑딱)
- Danois tik tak
- Espagnol, tic tac
- Estonien tikk takk
- Français tic tac
- Finnois, tik tak
- Grec, tic tac τικ τακ
- Hébreu, tiktuk תקתוק
- Hindî tic tic
- Hongrois, tik tak
- Indonésien, tik tok
- Italien, tic tac
- Japonais, chiku taku (チクタク) ou kachikachi (カチカチ)
- Letton, tik tak
- Lituanien, tik tak
- Macédonien, tik tak (тик так)
- Néerlandais, tik tak
- Népalais, clit caqq
- Norvégien tikk takk
- Polonais, tik tak
- Portugais, tique-taque
- Roumain, tic tac
- Russe, tik-tak  (тик-так)
- Slovaque, tik tak
- Slovène, tik tak
- Suédois, tick tack
- Tagalog, tic tac
- Tamoul, tik tik
- Tchèque, tik ťak
- Thaï, tig tog (ติ้กตอก)
- Turc, tik tak
- Vietnamien, tích tắc

### On frappe à la porte
- Allemand,  poch poch poch[3], klopf klopf ; frapper du poing à la porte : pum! pum! pum![3]
- Anglais, knock knock
- Breton, Dao, dao dao
- Bulgare, chuk chuk (чук чук)
- Catalan, toc toc
- Coréen, ddok ddok (똑똑), kung kung (쿵쿵)
- Créole, to to to
- Danois, bank bank
- Espagnol, toc toc
- Finnois, kop kop
- Français, toc toc
- Hongrois, kop kop
- Indonésien, tok tok
- Italien, toc toc, tum tum
- Japonais, kon kon(コンコン)
- Letton, tuk tuk
- Lituanien, tuk tuk
- Néerlandais, klop klop
- Polonais, puk puk
- Portugais, truxe truxe
- Roumain, cioc-cioc
- Russe, touk-touk
- Slovaque, ťuk ťuk
- Tagalog, boink boink
- Thaï, kok kok (ก๊อก ก๊อก)
- Turc, tak tak

### Sirène de pompiers
- Allemand, tatütata, ta-tü-ta-ta[3]
- Anglais, wee woo, Nee Nar, Nee Naw
- Bulgare, iuiuiu (иу-иу-иу)
- Bengalî, pay puu
- Bosnien, ni-na ni-na ni-na
- Catalan, bim bom, ning nong, pim pom
- Coréen, bbeepo bbeepo (삐뽀 삐뽀)
- Danois, ba bu
- Espagnol wiu Wiu ou nino-nino
- Estonien, viiu, viiu,
- Finnois, pii paa, viiuu viiuu viiuu
- Français, pin-pon pin-pon, pimpon pimpon
- Grec, eee-ouuu eee-ouuu (ηου-ηου)
- Hongrois, nínó
- Italien, nino nino
- Japonais, biibo biibo (ビーボビーボ)
- Macédonien, piu uiu (пиу уиу)
- Néerlandais, taatuutaatuu
- Norvégien, bæ bu bæ bu
- Portugais, uooooo (uóóóóó), uiu uiu uiu, tinóni
- Roumain, ni no ni no
- Slovène, uiuiui
- Suédois, tut tut
- Tagalog, am boo am boo
- Tamoul, aaaaaeeen-neeeeen
- Thaï, pee por (ปี๊ ป่อ)
- Turc, daa dii

### Sonnerie de téléphone
- Allemand, drring, drring[3]

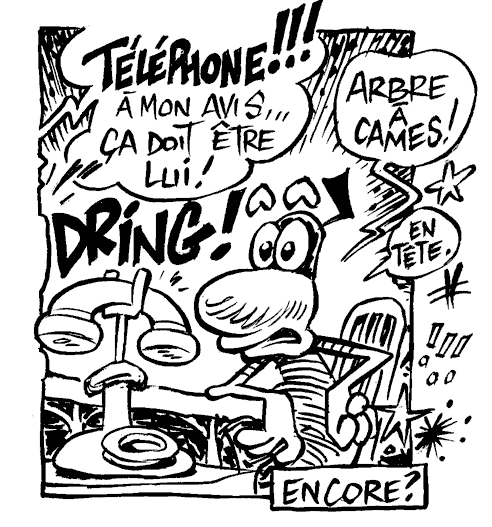
Le téléphone sonne chez le Concombre masqué (dessin de Mandryka).

- Anglais, ring ring, ring a ling, ring ding, ding dong, ding ding
- Bulgare, зън, дзън, дзър
- Coréen, Ttareureung (따르릉)
- Danois, ring ring, dingeling
- Espagnol, rin rin
- Finnois, ring ring
- Français, dring dring ; tonalité d'occupation : tut tut tut
- Hongrois, csing ling
- Italien, drin drin
- Japonais, rin rin
- Lituanien, dzin dzin, dzin dzilin
- Néerlandais, tring tring
- Slovaque, cŕn cŕn
- Tagalog, kring kring
- Turc, zır zır
- Thaï kring kring (กริ๊ง กริ๊ง)

### Tir decanon, depistoletou demitraillette

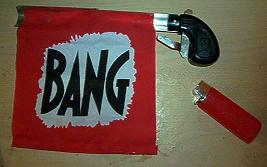
Onomatopée de la détonation d'un pistolet (ici, factice, qui déroule un drapeau quand on tire) en anglais mais aussi dans d'autres langues.

- Allemand, peng, puff, päng (pistolet) ; piu piu piwwww (sifflement de la balle) ; rat-tat-tat-tat (mitraillette)[3] ; Bumm[3], Rumms, Kawumm (canon)
- Anglais, bang, blam, boom, kaboom, ou pow
- Arabe, bom, bov
- Bulgare, bum (бум)
- Catalan, pam
- Chinois, Mandarin, canon : pēng (嘭 ou 砰) ; pistolet : ping, pang ou Pa (乒 ou 啪) (乒 signifie aussi Tennis de table) ; mitraillette : da da da... (嗒嗒嗒 ou 达达哒[13]) (嗒 signifie « cliquetis »)
- Coréen, bbang (빵)
- Danois, bang, bum
- Espagnol, pum ou bang
- Estonien, põmm, kõmm, pauh, karpauh
- Finnois, pum, pam (explosion) ; ra-ta-ta-ta-ta-ta, rä-tä-tä-tä-tä-tä (mitraillette)
- Français, pan ou bang (pistolet) ; boum, baoum (canon, forte explosion[14]) ; ra-ta-ta-ta, tacatacatac (mitraillette)
- Grec, canon : kaboom ou bam, (μπαμ) ; pistolet : bam, pan, piou-piou (utilisé par les enfants) ; mitraillette : trrrrrr
- Islandais, búmm ou bamm
- Indonésien, dor,
- Italien, bum, bang, pum
- Hébreu, bum (בום)
- Hindî, thaa
- Hongrois bumm
- Kannada, dum ou dhaam
- Lituanien, bumpt, bum
- Macédonien, bum, pau, ra ta ta ta (бум, пау, ра та та та)
- Néerlandais, canon : boem, pistolet : pang ou pauw, mitraillette : ratatata
- Polonais, bum, ta ta ta ta ta
- Portugais, bam, boom, cabum, pá
- Roumain, bum
- Russe, pif-paf
- Slovaque, pif paf, bum, bác, ra ta ta ta bum
- Suédois, pang ou bang
- Tagalog boogsh, boom
- Tamoul, dishum
- Thaï, pung (ปัง)
- Turc, bam (pistolet) ou bom (canon)
- Télougou, dhaam
- Uropi, pang (pistolet), bam (canon)

### Train
- Anglais, choo choo, whoo whoo, whoot whoot
- Bulgare, puf - paf (пуф-паф), tutuf tutuf (тутуф тутуф)
- Catalan, txu txu
- Coréen, chik chik pok pok (칙칙폭폭)
- Espagnol, chu chu, triquitraque (bruit des roues sur les rails)
- Finnois, tuut tuut
- Français, tchou tchouu (train à vapeur, sifflet de train), tagadam ou tougoudoum, tadam tadam ou ta-da-tamam ta-da-tamam (bruit des roues sur les rails)
- Hongrois, sihuhú
- Italien, ciu ciu, ciaca ciaca
- Japonais, katan koton ou  gatan goton (sur les rails)
- Letton, čuk čuk, tū tū
- Lituanien, tū tū
- Néerlandais, tsjoeke tsjoeke tuutuut
- Slovaque, ši ši ši
- Suédois, tuff-tuff
- Tagalog, oahng
- Thaï, poon poon (ปู๊น ปู๊น)
- Turc, çuv çuv

### Vent
- Allemand, whhhuuu-whuu[3], huiiih
- Anglais, swish pour une brise légère et whoosh pour un vent fort.
- Bulgare, fiuuu (фиуу)
- Bengalî : ভোঁ bhõ, শন শন shôn shôn, ঝির ঝির jhir jhir
- Chinois, Mandarin, vent calme : hu-hu (呼呼), vent fort : sou-sou (嗖嗖) (呼 signifie crier)
- Coréen, whuing-whuing (윙윙)
- Espagnol, fuuuu fuuuu; fgrrrr frgrrrr
- Finnois, viuuh
- Français, frr, frou-frou pour une brise dans le feuillage et vouh ou wouuuh pour un vent fort.
- Hindî, sarr sarr, saayein saayein
- Italien, fiuu
- Japonais, byuu byuu, pyuu pyuu, zawa zawa, soyo soyo
- Lituanien, ššš
- Macédonien, fuuuu fuuuu
- Néerlandais, woesh, woesj
- Portugais, vuuuush
- Roumain, vâj
- Russe, uu-u (уу-у)
- Slovaque, fúúú
- Suédois, svish
- Tagalog, heee heee
- Tamoul, shhhhhhhhhh
- Tchèque, fíííí /fee/
- Thaï, view view (หวิว หวิว)
- Turc, vuuuu vuuuu
- Vietnamien, vi vu : pour une brise légère et vù vù : le vent fort